# ارتداد ذري
ارتداد ذري (بالإنجليزي: Atomic Recoil) ظاهرة كمية بحتة تحدث نتيجة تفاعل الذرّة مع جسيم أولي نشط ، فينتقل زخم الجسيمات المتفاعلة إلى الذرة دون تغير درجة حريتها.
وفي مقابل ظاهرة ذري&action=edit&redlink=1|الارتداد الذري هناك ظاهرتين مشابهتين وهما الارتداد الإلكتروني ،والارتداد النووي الذي يحدث عند انتقال زخم الجسيمات إلى نواة الذرة ، وفي بعض الحالات يساهم الأثر الكمي في منع نقل زخم الجسيم إلى نواة مفردة (انظر:تأثير موسباور)

## اقرأ أيضا
- nuclear recoil Britannica Online Encyclopedia